# ウェイイとの戦い (紀元前475年)
ウェイイとの戦いは、紀元前475年に発生した執政官プブリウス・ウァレリウス・プブリコラが率いる共和政ローマ軍と、ウェイイ・サビニ連合軍との戦いである。ローマ軍が勝利し、翌年にローマとウェイイは40年間の期限付き平和条約を結んだ。

## 背景
紀元前477年と紀元前476年の2年間、エトルリアの都市国家であるウェイイはローマと激しく敵対し、クレメラ川の戦いに勝利して、さらにはローマ近郊のヤニクルムの丘を占領した。ウェイイ兵はそこを拠点に略奪を行ったが、ローマ軍はヤニクルムの丘の戦いに勝利してウェイイ軍を撤退させた。しかし、この戦闘でのローマ軍の損害は大きく、執政官スプリウス・セルウィリウス・ストルクトゥスは戦闘の指揮での不手際を理由に告訴された（判決は無罪）。
これを見たサビニは、ウェイイと同盟を結び、軍を派遣した。両軍はウェイイの城外に離れて野営し、他のエトルリア都市からのさらなる援軍を待った。
ここに至り、執政官プブリコラは敵軍の動きを封じるため、密かにローマを離れ、ティブル川を渡河して一旦野営した。ティトゥス・リウィウスはヘルニキ（紀元前486年に同盟締結）とラティウム同盟（紀元前493年のカッシウス条約以来の同盟関係）からの支援部隊で増強されていたとするが 、ハリカルナッソスのディオニュシオスはこれらの援軍には触れず、もう一人の執政官ガイウス・ナウティウス・ルティルスが、ヘルニキとラティウムをウオルスキから防衛する任を負ったとする。

## 戦闘
夜中に野営地を出立すると、プブリコラは軍に対して夜間に行軍し、夜明けとともにサビニ軍を攻撃するように命令した。この攻撃は奇襲となり、多くのサビニ兵が殺戮された。
サビニ軍野営地を占領したローマ軍は、ウェイイ軍野営地も占拠しようとした。しかし、両軍の激突の音はウェイイ軍野営地にも聞こえ、ウェイイ兵は野営地を出てローマ軍に備えた。ウェイイ軍はその日の昼から夜になってもローマ軍の攻撃に耐えた。しかし、翌日の夜明けごろには絶望的な序協となり、ウェイイ城内に撤退した。
ローマ軍の中では、前年の執政官で裁判で無罪となったストルクトゥスが、プブリコラのレガトゥス（副司令官）として活躍した。

## その後
野戦には勝利したものの、ローマ軍は城壁で防御されたウェイイを攻撃することはできなかった。ローマ軍はサビニ領の略奪を行いローマに帰還した。プブリコラは凱旋式を実施する栄誉を得た。

## 参考資料
- ハリカルナッソスのディオニュシオス『ローマ古代誌』
- ティトゥス・リウィウス『ローマ建国史』